# Saul Salvador Amaral
Saul Salvador H. J. Amaral (* 8. Juni 1986 in Lactos, Cova Lima, Osttimor) ist ein osttimoresischer Politiker und Mitglied der Partei Congresso Nacional da Reconstrução Timorense (CNRT). In Cova Lima ist er der Koordinator der Partei. Er arbeitete als Berater für das Ministerium für Tourismus, Handel und Industrie (MTCI) und als freier Journalist von Radio G8H Utan kayu Jakarta.
Bei den Parlamentswahlen in Osttimor 2023 trat Amaral für den CNRT auf Platz 20 der Liste an und zog so ins 6. Nationalparlament Osttimors als Abgeordneter ein. Im Parlament ist Amaral Mitglied in des Ausschusses für Wirtschaft und Entwicklung (Kommission D).